# گیوم روفن
 گیوم روفن (انگلیسی: Guillaume Rufin؛ زادهٔ ۲۶ مهٔ ۱۹۹۰) یک تنیس‌باز اهل فرانسه است. 